# Franciszek Stopniak
Franciszek Stopniak (ur. 7 lutego 1930 w Suchowoli, zm. 14 października 2001 w Lublinie) – polski ksiądz i historyk, nauczyciel akademicki, profesor zwyczajny. 

## Życiorys
Był absolwentem Gimnazjum im. Tadeusza Kościuszki w Lublinie (1948), następnie wstąpił do Seminarium Duchownego w Lublinie, równocześnie studiując na Katolickim Uniwersytecie Lubelskiego. W 1953 obronił pracę magisterską (formalnie z teologii) Rzym i Polska w czasie wojny 13-letniej napisaną pod kierunkiem Mieczysława Żywczyńskiego, a 21 czerwca 1953 przyjął święcenia kapłańskie. Od 1953 studiował na Katolickim Uniwersytecie Lubelskim historię i w 1957 obronił drugą pracę magisterską Duchowieństwo archidiakonatu lubelskiego w II połowie XVI wieku w świetle wizytacji biskupich, napisaną pod kierunkiem Jerzego Kłoczowskiego).
W 1960 obronił na KUL-u pracę doktorską z teologii Dzieje Kapituły Zamojskiej napisaną pod kierunkiem Mieczysława Żywczyńskiego. Po obronie pracy magisterskiej pracował jako wikariusz w Parafii Nawrócenia św. Pawła Apostoła w Lublinie i równocześnie wykładał historię kościoła w Instytucie Kultury Religijnej KUL oraz historię literatury starochrześcijańskiej w lubelskim seminarium duchownym. Od 1964 studiował w Papieskim Instytucie Archeologii Chrześcijańskiej w Rzymie, tam w 1967 obronił pracę doktorską Życie zawodowe chrześcijan w późnym Cesarstwie w świetle zabytków grobowych. W latach 1967–1971 wykładał archeologię na Wydziale Teologicznym KUL. W grudniu 1971 przeniósł się na Akademię Teologii Katolickiej w Warszawie. Tam w 1973 otrzymał stopień doktora habilitowanego na podstawie pracy Kościół na Lubelszczyźnie i Podlasiu na przełomie XIX i XX wieku, nie zatwierdzony jednak przez Centralną Komisję Kwalifikacyjną. W związku z tym w 1977 przedstawił kolejną rozprawę habilitacyjną Franciszek Jaczewski, biskup podlaski i otrzymał ostatecznie zatwierdzenie stopnia naukowego, a od 1978 pracował jako docent.
W latach 1982–1987 kierował Katedry Archeologii Starożytnego Chrześcijańskiego Zachodu ATK i równocześnie był p.o. kierownika Katedry Historii Kościoła Starożytnego. W 1985 otrzymał tytuł profesora nadzwyczajnego. W latach 1987–1999 kierował Katedrą Historii Kościoła w Czasach Najnowszych ATK. W 1993 otrzymał tytuł profesora zwyczajnego. W 1999 przeszedł na emeryturę.
Był odznaczony Srebrnym (1974) i Złotym Krzyżem Zasługi. W 1983 otrzymał Nagrodę im. Włodzimierza Pietrzaka.

## Wybrane publikacje
- Dzieje kapituły zamojskiej, Lublin: Towarzystwo Naukowe Katolickiego Uniwersytetu Lubelskiego 1962.
- Kościół na Lubelszczyźnie i Podlasiu na przełomie XIX i XX wieku, Warszawa: Akademia Teologii Katolickiej 1975.
- Franciszek Jaczewski biskup lubelski, Warszawa: Akademia Teologii Katolickiej 1981.
- U źródeł chrześcijaństwa: archeologia, Warszawa: Instytut Prasy i Wydawnictw "Novum" 1982.
- Mieczysław Żywczyński, Kościół i społeczeństwo pierwszych wieków, wstęp i oprac. Franciszek Stopniak, Warszawa: "Pax" 1985.